# Anthophora heliopolitensis
Anthophora heliopolitensis är en biart som beskrevs av Pérez 1910. Anthophora heliopolitensis ingår i släktet pälsbin, och familjen långtungebin. Inga underarter finns listade i Catalogue of Life.